# Sison rubricaule
Sison rubricaule är en flockblommig växtart som beskrevs av Amos Eaton och John Wright. Sison rubricaule ingår i släktet höstpersiljor, och familjen flockblommiga växter. Inga underarter finns listade i Catalogue of Life.